# 시구두충강
시구두충강(始鉤頭蟲綱, Eoacanthocephala)은 구두동물문에 속하는 동물 강이다. 파충류와 어류와 같은 수서형 변온동물에 기생한다.

## 하위 목
- Gyracanthocephala
- Neoechinorhynchida